# 长裂黄鹌菜
长裂黄鹌菜（学名：Youngia henryi），为菊科黄鹌菜属下的一个植物种。